# Рябець великий
Рябець великий (Euphydryas maturna) — вид денних метеликів родини Сонцевики (Nymphalidae).

## Поширення
Вид локально поширений у помірній Європі та Північній Азії від Франції до північного сходу Китаю.
В Україні вид трапляється у лісовій та лісостеповій зонах. Досить звичайний вид на Закарпатті та Прикарпатті. На півночі країни поширений локально, у центральних та східних областях рідкісний або зник.

## Опис

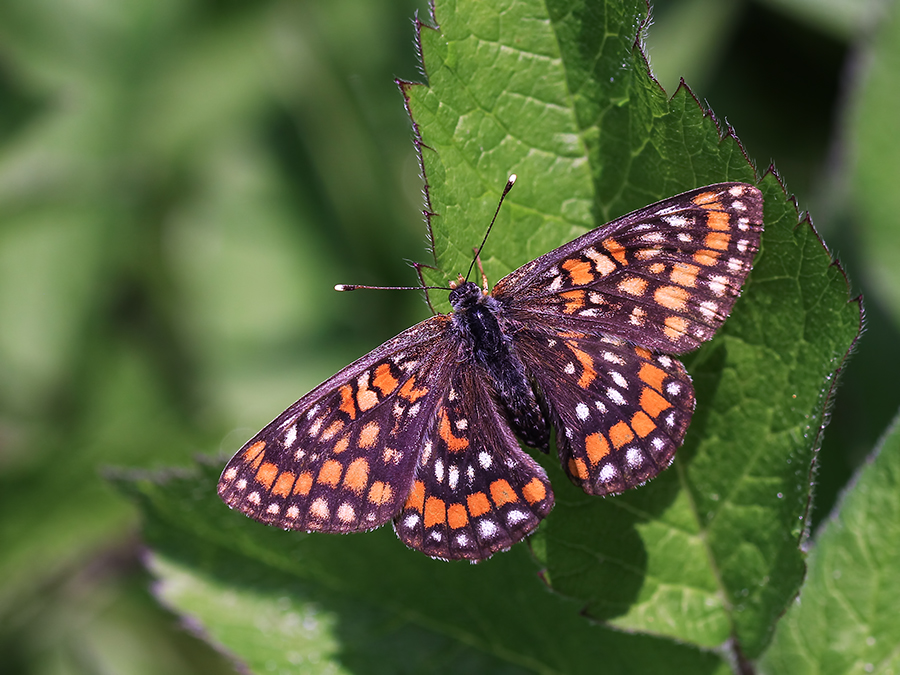
Самець

Довжина переднього крила самців — 21-23 мм, у самиць — 23-27 мм. Розмах крил 35-42 мм. Крила бурі з широкою червоно-коричневою смугою вздовж зовнішнього краю і з темними жилками. У базальній частині крил декілька жовтих і червоно-коричневих півмісяців, на задньому крилі вони жовтуваті. Нижня сторона крил помаранчева з поперечними темними лініями і двома-трьома рядами білуватих плям.
Гусениці чорні, з жовтими плямами на спині і боках, що утворюють широкі поздовжні смуги.

## Спосіб життя
Метелики літають у червні. Їх можна спостерігати на лісових галявинах та узліссях змішаних лісів, вздовж доріг, болотистих луках. Самиці відкладають по 30-40 яєць на листя кормових рослин. Всього за сезон розмноження самиця відкладає до 200 яєць. Гусінь першого віку тримається групами. Зимує гусінь третього покоління у плетиві листя кормових рослин. До зимівлі гусениці харчуються на чагарниках і підросту ясена, тополь, осик та верб, а після зимівлі переходять на різні види трав'янистих рослин. Кормові рослини гусениць є ясен, бирючина, подорожник, осика, тополя, верба, скабіоза, комонник лучний, вероніка, калина звичайна, фіалка.

## Охорона
Вид внесений у Червону книгу МСОП у категорії уразливий вид (VU), що «знаходиться під загрозою зникнення в перспективі, в силу морфофізіологічих і / або поведінкових особливостей, які роблять його уразливим при будь-яких, навіть незначних, змінах навколишнього середовища».
Включений в «Червону книгу Європейських денних метеликів» з категорією SPEC3 — вид, що мешкає як в Європі, так і за її межами, але знаходиться на території Європи під загрозою зникнення.
Включений до Червоної книги Білорусі (2004). Охороняється в Фінляндії, Словаччині та Угорщині. Вид зник в Бельгії і Люксембурзі і знаходиться на межі зникнення в Польщі, Німеччині, Чехії, Франції, Швеції, Австрії.